# James Earl Jones
	James Earl Boggins Jones (ur. 17 stycznia 1931 w Arkabutla, zm. 9 września 2024 w Pawling) – amerykański aktor filmowy, teatralny i telewizyjny o charakterystycznym basowym głosie. 
Odznaczony w 1992 Narodowym Medalem Sztuki. Laureat Oscara za całokształt twórczości. Był jednym z najpopularniejszych czarnoskórych aktorów amerykańskich ostatnich dziesięcioleci.

## Życiorys
Urodził się w Arkabutla w stanie Missisipi jako syn Ruth (z domu Connolly), nauczycielki i pokojówki, oraz Roberta Earla Jonesa, boksera, kamerdynera i szofera. Jego ojciec opuścił rodzinę wkrótce po urodzeniu Jamesa Earla i później został aktorem teatralnym i filmowym w Nowym Jorku i Hollywood. Jones i jego ojciec poznali się dopiero w latach pięćdziesiątych XX wieku, kiedy się pogodzili. W wywiadach powiedział, że jego rodzice mieli mieszane pochodzenie afroamerykańskie, irlandzkie i indiańskie.
W 1949 ukończył Norman Dickson High School w Brethren w Michigan, gdzie pełnił funkcję wiceprzewodniczącego swojej klasy. W 1953 zdobył stopień bakałarza na wydziale teatralnym na Uniwersytecie Michigan. W latach 1953–55 służył w United States Army. W latach 1955–57 studiował aktorstwo w American Theatre Wing w Nowym Jorku pod kierunkiem Lee Strasberga i Tada Danielewskiego.
W latach 1955–59 stawiał pierwsze aktorskie w Manistee Summer Theat w Michigan. W 1957 trafił na Broadway w roli Perry’ego Halla w przedstawieniu Jajogłowy z Karlem Maldenem. W 1964 zagrał tytułową rolę w sztuce off-Broadwayowskiej Otello. Znakomite teatralne kreacje stworzył w szekspirowskich dziełach, takich jak: Król Lear (rola tytułowa), Sen nocy letniej (jako Oberon), Miarka za miarkę (jako Abhorson), Hamlet (jako Klaudiusz). 
Na ekranie debiutował u Stanleya Kubricka w filmie Doktor Strangelove, czyli jak przestałem się martwić i pokochałem bombę (1964). Swoje najbardziej znane role zagrał w latach 80., m.in. w filmach Conan Barbarzyńca (1982) oraz Książę w Nowym Jorku (1988). Uznanie zdobył podkładając głosy filmowych bohaterów, a w szczególności Dartha Vadera w kolejnych częściach sagi Gwiezdne wojny.

## Życie prywatne
2 stycznia 1968 zawarł związek małżeński z Julienne Marie, w lipcu 1972 doszło do rozwodu. 15 marca 1982 ożenił się z aktorką telewizyjną Cecilia Hart, która zmarła 16 października 2016 na raka jajnika. Mieli syna Flynna (ur. 1982).

## Nagrody
W 1971 otrzymał swoją jedyną nominację do Oscara za główną rolę w filmie Wielka nadzieja białych (1970; reż. Martin Ritt). Był wówczas drugim w historii, po Sidneyu Poitier czarnoskórym aktorem nominowanym do tej nagrody. Dwa razy, w 1969 i 1987 zdobył Nagrodę Tony za role teatralne. Był także czterokrotnie nominowany do nagrody Złotego Globu.
W sierpniu 2011 Amerykańska Akademia Filmowa ogłosiła przyznanie Jonesowi honorowego Oscara za całokształt pracy aktorskiej.

## Filmografia
Źródła:

### Filmy
- Doktor Strangelove, czyli jak przestałem się martwić i pokochałem bombę (1964) jako porucznik Lothar Zogg
- Haiti – wyspa przeklęta (1967) jako dr Magiot
- Wielka nadzieja białych (1970) jako Jack Johnson
- Claudine (1974) jako Rupert „Roop” Marshall
- Spotkanie z UFO (1975) jako Barney Hill
- Załoga kapitana Lyncha (1976) jako Nick Debrett
- Wyrównane rachunki (1977) jako Joshua Burke
- Ostatni film o Legii Cudzoziemskiej (1977) jako szejk
- Egzorcysta II: Heretyk (1977) jako Kokumo
- Jezus z Nazaretu (1977) jako Baltazar
- Miecz z kraju Bushido (1981) jako więzień
- Conan Barbarzyńca (1982) jako Thulsa Doom
- Las Vegas – gra o wszystko (1984) jako Jack Madrid
- Granice miasta (1985) jako Albert
- Moja mała dziewczynka (1986) jako pan Bailey
- Rasowy stypendysta (1986) jako prof. Banks
- Kamienne ogrody (1987) jako Goody Nelson
- W szachu (1987) jako „Few Clothes” Johnson
- Allan Quatermain i zaginione miasto złota (1987) jako Umslopogaas
- Książę w Nowym Jorku (1988) jako król Jaffe Joffer
- Trójka uciekinierów (1989) jako detektyw Dugan
- Pole marzeń (1989) jako Terence Mann
- Najlepsi z najlepszych (1989) jako Frank Couzo, trener
- Polowanie na Czerwony Październik (1990) jako wiceadmirał James Greer
- Ambulans (1990) jako detektyw Spencer
- Śmierć przychodzi o świcie (1990) jako generał w okularach – „Alice”
- Gorąca noc (1991) jako Bear
- Czas patriotów (1992) jako wiceadmirał James Greer
- Włamywacze (1992) jako Bernard Abbott
- Sommersby (1993) jako sędzia Barry Conrad Isaacs
- Niepohamowana siła (1993) jako Jake
- Amatorzy sportu (1993) jako pan Mertle
- Człowiek-meteor (1993) jako Earnest Moses
- Detektyw bez pamięci (1994) jako John Dolby
- Stan zagrożenia (1994) jako wiceadmirał James Greer
- Naga broń 33 ⅓: Ostateczna zniewaga (1994) – w roli siebie samego
- Jefferson w Paryżu (1995) jako Madison Hemings
- Płacz, ukochany kraju (1995) jako Stephen Kumalo
- Wszystko zostaje w rodzinie (1996) jako Ray Murdock
- Brudny glina (1997) jako Arthur Baylor
- Fantazja 2000 (1999) – gospodarz
- Koniec lata (1999) jako dr William Blakely
- Finder’s Fee (2001) jako Avery Phillips
- Amatorzy sportu 2 (2005) jako pan Mertle
- Czytelnia (2005) jako William Campbell
- Witaj w domu panie Jenkins (2008) jako Roscoe Steven „Papa” Jenkins Sr.

### Role głosowe
- Gwiezdne wojny: część IV – Nowa nadzieja (1977) – Darth Vader
- Gwiezdne wojny: część V – Imperium kontratakuje (1980) – Darth Vader
- Gwiezdne wojny: część VI – Powrót Jedi (1983) – Darth Vader
- Pinokio i Władca Ciemności (1987) – Władca Ciemności
- Król lew (1994) – Mufasa
- Sędzia Dredd (1995) – narrator
- Król lew II: Czas Simby (1998) – Mufasa
- Gwiezdne wojny: część III – Zemsta Sithów (2005) – Darth Vader
- Straszny film 4 (2006) – narrator
- Klik: I robisz, co chcesz (2006) – narrator opowiadający o przeszłości Michaela
- Star Wars: Rebelianci (2014–2016) – Darth Vader
- Łotr 1. Gwiezdne wojny – historie (2016) – Darth Vader
- Król lew (2019) – Mufasa
- Obi-Wan Kenobi (2022) – Darth Vader

### Seriale telewizyjne
- Doktor Kildare (1966) jako dr Lou Rush (4 odc.)
- Korzenie: Następne pokolenia (1979) jako Alex Haley
- Autostrada do nieba (1987) jako Gabe Wilson (gościnnie)
- Prawnicy z Miasta Aniołów (1988-89) jako Lee Atkins (2 odc.)
- Prawo i porządek (1993) jako Horace McCoy (gościnnie)
- Gdzie diabeł mówi dobranoc (1994) jako Bryant Thomas (gościnnie)
- Nowe przygody Supermana (1994) jako Franklin W. Stern (gościnnie)
- Frasier (1997) jako Norman Royster (gościnnie)
- Dotyk anioła (1997) jako Anioł wśród Aniołów (gościnnie)
- Everwood (2003–2004) jako Will Cleveland (3 odc.)
- Dwóch i pół (2008) jako on sam (gościnnie)
- Dr House (2009) jako Dibala (gościnnie)
- Teoria wielkiego podrywu (2014) jako on sam (gościnnie)